# Udev
udev je v informatice název subsystému, který řeší správu zařízení pro jádro Linuxu. Obsluhuje připojovaná zařízení reprezentovaná speciálními soubory v adresáři /dev a stará se o navazující akce v uživatelském prostoru potřebné při přidávání nebo odebírání zařízení za chodu (tzv. hot swapping), například načtení firmware. Je nástupcem systémů devfs a hotplug.

## Historie
udev byl představen v Linuxu 2.5.
Systém využívající nové verze udevu nenabootuje s jádrem starším než 2.6.13, dokud udev není vypnut a klasická složka /dev není použita pro přístup zařízení.
V dubnu 2012 byl zdrojový kód udev sloučen do systemd.

## Přehled
Na rozdíl od tradičních unixových systémů, kde připojená zařízení ve složce /dev byla statická sada souborů, linuxový udev správce zařízení dynamicky poskytoval pouze soubory zařízení, aktuálně připojených v systému. Ačkoliv je devfs využívaný k podobné funkcionalitě, Greg Kroah-Hartman cituje několik důvodů pro upřednostnění implementace udevu před implementací devfs.
- udev podporuje trvalé pojmenování zařízení, nezávislých na pořadí, ve kterém jsou zařízení připojena k systému. Výchozí nastavení udevu poskytuje trvalé názvy pro úložná zařízení. Jakýkoliv pevný disk je rozpoznán podle svého jednoznačného ID, jména disku a fyzického umístění na zařízení, ke kterému je připojen.
- udev pracuje výhradně v uživatelském prostoru, na rozdíl od devfs prostoru jádra. Jedním z důsledků je, že udev přesunul politiku pojmenování z jádra a může tak spustit libovolný program ke složení názvu zařízení z vlastností zařízení dříve, než se vytvoří uzel, celý proces je také přerušitelný a běží s nižší prioritou.

## Funkčnost
udev je obecný správce zařízení. Je spuštěn jako démon v linuxovém systému a naslouchá skrze netlinkový socket ueventu, že jádro vyslalo signál o inicializaci nového zařízení nebo jeho odebrání ze systému.
Systém poskytuje sadu pravidel, která se shodují s exportovanými hodnotami události a vlastnostmi objeveného zařízení.
Odpovídající pravidlo se dle zařízení bude jmenovat, vytvoří pro něj soubor a spustí konfigurační programy pro nastavení a konfiguraci.
udev pravidla mohou odpovídat vlastnostem jako je jádro subsystému, název jádra zařízení, fyzickému umístění zařízení nebo vlastnostem jako sériové číslo. Pravidla mohou požadovat také informace z externích programů k pojmenování zařízení nebo zadat vlastní název, který bude vždy stejný bez ohledu na pořadí, v jakém jsou k systému připojeny.
V minulosti bylo běžným způsobem jak používat udev v linuxových systémech nechat posílat události skrz socket HALu. Například HAL oznámí ostatnímu běžícímu softwaru v systému, že nový hardware je připojen vydáním broadcastové zprávy po D-Bus IPC pro všechny zúčastněné procesy. Tímto způsobem desktopy jako GNOME nebo K Desktop Environment (KDE) mohou spustit správce souborů k prohlížení obsahu nově připojených USB flash disků nebo paměťových SD karet.
V polovině roku 2011 byl HAL odmítnut většinou linuxových distribucí a stejně tak desktopovými prostředí KDE, GNOME a XFCE. Funkcionalita dříve obsažená v HAL byla integrována do samotného udev nebo přesunuta do odděleného softwaru jako je udisks a UPower.

## Architektura
Systém je rozdělen do tří částí:
- Knihovna libudev, která povoluje přístup k informacím o zařízení.
- Démon udevd, v uživatelském prostoru obsluhující virtuální složku /dev
- Administrativní příkaz udevadm pro diagnostiku.

Systém dostane volání z jádra skrze netlinkový socket. Dřívější verze za tímto účelem využívaly hotplugu, přidávající odkaz na sebe ve složce /etc/hotplug.d/default.

## Autoři
udev byl vyvinut Gregem Kroah-Hartmanem a Kayem Sieversem, s velkou pomocí Dana Stekloffa.